# Lythrypnus spilus
Lythrypnus spilus es una especie de peces de la familia de los Gobiidae en el orden de los Perciformes.

## Morfología
Los machos pueden llegar a alcanzar los 2,5 cm de longitud total.

## Distribución geográfica
Se encuentra desde el sur de Florida y Bahamas hasta las Grandes Antillas.

## Observaciones
Es inofensivo para los humanos.